# Dieter Burdenski
Dieter Burdenski (ur. 26 listopada 1950 w Bremie, zm. 9 października 2024 tamże) – niemiecki piłkarz, występował na pozycji bramkarza, syn Herberta, ojciec Fabiana.
W kwietniu 2017 roku został większościowym właścicielem Korony Kielce.

## Kariera klubowa
Burdenski jako junior grał w klubach STV Horst-Emscher i FC Schalke 04. W 1969 roku został włączony do pierwszej drużyny Schalke, grającej w Bundeslidze. W tych rozgrywkach zadebiutował 5 grudnia 1970 roku w zremisowanym 0:0 pojedynku z Werderem Brema. W ciągu 2 lat w pierwszej drużynie Schalke rozegrał 3 ligowe spotkania. W 1972 roku odszedł do Arminii Bielefeld, również z Bundesligi. Spędził tam rok.
W 1972 roku Burdenski przeszedł do innego pierwszoligowego zespołu, Werderu Brema. Pierwszy ligowy mecz zaliczył tam 19 maja 1973 roku przeciwko Hannoverowi 96 (2:2). 8 września 1979 roku w przegranym 2:3 meczu ligowym z VfB Stuttgart strzelił jedynego gola w Bundeslidze. W sezonie 1972/1973 pełnił rolę rezerwowego bramkarza dla Güntera Bernarda. Od początku następnego sezonu Burdenski stał się pierwszym bramkarzem Werderu. W 1980 roku spadł z klubem do 2. Bundesligi, ale po roku powrócił z nim do Bundesligi. W 1983 roku, 1985 roku i w 1986 roku Burdenski wywalczył z Werderem wicemistrzostwo RFN. W sezonie 1987/1988 stracił miejsce w składzie na rzecz Olivera Recka. W 1988 roku zdobył z zespołem mistrzostwo RFN. W Werderze spędził 16 lat.
W 1988 roku odszedł do szwedzkiego AIK Fotboll. Zagrał tam w lidze jeden raz. W latach 1990–1991 bronił barw holenderskiego SBV Vitesse. W 1991 roku zakończył karierę.
W latach 1997–2005 Burdenski był trenerem bramkarzy w Werderze Brema. W tym czasie, 23 lutego 2002 roku zagrał w meczu Regionalligi Nord z Chemnitzer FC (1:3).

## Kariera reprezentacyjna
W reprezentacji RFN Burdenski zadebiutował 8 czerwca 1977 roku w wygranym 2:0 towarzyskim meczu z Urugwajem. W 1978 roku został powołany do kadry na mistrzostwa świata. Nie zagrał na nich w żadnym pojedynku, a zespół RFN zakończył turniej na drugiej rundzie.
W 1984 roku był uczestnikiem mistrzostw Europy. Nie wystąpił na nich ani razu, a RFN odpadł z turnieju po fazie grupowej. W latach 1977–1984 w drużynie narodowej rozegrał w sumie 12 spotkań.